# Sandra Wild
Sandra Wild (* 10. März 1984) ist eine Schweizer Sängerin. Sie wurde in der Schweiz durch die Castingshow MusicStar bekannt, hatte zuvor aber schon eine Karriere in Japan.

## Leben und Wirken
Von 2000 bis 2002 veröffentlichte das Plattenlabel Oliver M.Anagement drei Singles von Wild in Japan. Ihr Künstlername war Sun’dra. Das japanische Plattenlabel Trident Style nahm Wild ebenfalls unter dem Pseudonym Sun’dra unter Vertrag. Im Jahr 2004 wurde ihr erstes Album Hi, this is Sun'dra herausgebracht. Ein zweites Album erschien 2005 unter dem Namen What would they say (my little secret). Es landete auch in den Charts. 2006 erschien ihr vorerst letztes Album von Trident Style. Es hieß Sun’dra. Nach Musicstar brachte das Musiklabel Laser Paradise das Album Go Wild, Japan, eine Sammlung aus Songs aus den drei bisherigen Alben, auf den Markt.
2006 nahm Wild an der dritten Staffel von MusicStar im Schweizer Fernsehen teil. In der Finalsendung erreichte sie den zweiten Platz.
2007 begleitete sie die A-cappella-Gruppe a-live auf ihrer Tour mit Das Zelt. Von Ende 2007 bis 2009 arbeitet Wild an den Aufnahmen für ihr Solo-Album. Es sollte 2009 erscheinen, die Veröffentlichung wurde jedoch verschoben. 
Im Februar 2009 war Wild zudem in der Hauptrolle des Musicals Sanskaja zu sehen. Später trat sie als Sängerin in House-Produktionen auf. Der Song Sunshine (Fly So High) ist ein Beispiel dafür. Er wurde mit dem Schweizer House-DJ Mike Candys aufgenommen und erschien am 15. Juni 2012 als Single. Sunshine (Fly So High) konnte sich in der Schweizer Hitparade platzieren und stieg bis auf Platz 21. Zudem stieg die Single auch in den deutschen und österreichischen Charts ein. Wild ist die einzige MusicStar-Kandidatin, welche eine Single in den Charts aller drei deutschsprachigen Länder platzieren konnte.

## Diskografie

### Alben
- 2004: Hi, This is Sun’dra
- 2005:  What Would They Say (My Little Secret)
- 2006: Sun’dra
- 2007: Go Wild, Japan

### Singles
- 2000: When Will I Know
- 2000: Sweetness
- 2002: Looking Back

### Als Gastmusikerin
- 2009: The Way You Make Me Feel – Christopher S. feat. Sandra Wild
- 2012: Sunshine (Fly So High) – Mike Candys feat. Sandra Wild